# Архипов, Геннадий Дмитриевич
Генна́дий Дми́триевич Архи́пов (28 июня 1938, Павловский Посад, Московская область — 28 января 2012) — советский и российский государственный и политический деятель. Заслуженный строитель РСФСР. Глава администрации Павлово-Посадского района (1991—2000).

## Биография
Геннадий Архипов родился 28 июня 1938 года в Павловском Посаде.
После окончания восьми классов трудился заправщиком основ на Ленской фабрике и одновременно проходил учёбу в вечерней школе. В 1961 году поступил в текстильный техникум, затем продолжил учиться в Московском гидромелиоративном институте (ныне Московский государственный университет природообустройства) по специальности «Гидротехническое строительство речных сооружений и гидроэлектростанций».

### Деятельность
Работал мастером, прорабом, начальником местного участка. Пройдя карьерный путь, стал председателм треста «Мособлстрой №17».
В 49-летнем возрасте его назначили председателем исполнительного комитета. До этого Геннадий Архипов 6 лет работал в должности первого заместителя.
С 1991 по 2000 год Г. Д. Архипов являлся главой администрации Павлово-Посадского района. На выборах главы Павлово-Посадского района в октябре 1996 года одержал победу, получив 73 % голосов избирателей.
Под руководством Геннадия Дмитриевича Архипова была проведена реконструкция старейших текстильных предприятий района, таких как Камвольный комбинат, Платочное объединение, Павловско-Покровская прядильно-ткацкая фабрики и другие. Были построены Павлово-Посадские очистные сооружения, шесть школ, детские сады, центральная районная библиотека, а также введено в эксплуатацию около 400 м² жилья.

В эти годы была реализована обширная социально-экономическая программа развития района: построены новое здание Пенсионного фонда, здание Сбербанка, спортивно-оздоровительный комплекс с бассейном, автовокзал, два новых моста через реки Вохонка и Клязьма. В селе Рахманово были созданы реабилитационный центр на 50 мест и дом сестринского ухода, открыт муниципальный молодёжный центр для детей, молодёжи и подростков, социально-реабилитационный центр «Родник» с приютом. Большое внимание уделялось развитию внешнеэкономических связей.
Архипов внёс немалый личный вклад в становление и развитие системы местного самоуправления. В 2000 году он выступил с инициативой создания некоммерческого «Фонда социального развития и ипотечного кредитования Павлово-Посадского района», который реализовывал муниципальную целевую программу по обеспечению жителей доступным и комфортным жильём.
Скончался 28 января 2012 года.

## Семья и личная жизнь
Отец — Дмитрий Васильевич Архипов, был шофёром; мать обшивала платки. Сестра — Алевтина Дмитриевна. Жена — Клавдия Михайловна. Супруги имеют двое детей, Артур работал инженером-экономистом, Юлия — педагогом.

## Награды
Награждён орденами «Знак Почёта», орден Дружбы и орденом Святого благоверного князя Даниила Московского, а также восемью медалями. Ему присуждены следующие звания: Заслуженный строитель РСФСР, Почётный строитель Московской области, Почётный гражданин Павлово-Посадского района" (23 мая 2008).